# Wasiukiwka (obwód doniecki)
Wasiukiwka (ukr. Васюківка) – wieś na Ukrainie, w obwodzie donieckim, w rejonie bachmuckim, w hromadzie Sołedar. W 2001 liczyła 601 mieszkańców.